# Mazax spinosa
Mazax spinosa är en spindelart som först beskrevs av Simon 1897.  Mazax spinosa ingår i släktet Mazax och familjen flinkspindlar. Inga underarter finns listade i Catalogue of Life.